# 사이드 비
사이드 비(Side-B)는 대한민국의 힙합 듀오이다. 1998년 결성되어 클럽 마스터플랜의 공연진 중 대표적인 활동진으로 무대에 올랐고, 현재까지 비정규 앨범까지 포함, 세 장의 앨범을 발매하였다. 멤버 T'ache는 임성훈의 아들이면서 웃찾사 PD인 임형택의 동생이라는 점으로 이목을 끌기도 하였다. 소속사는 슈어샷 레코즈이며, 속한 크루에는 역시 Strike가 있다.

## 역사

### Side-B의 초기
1998년 미국에서 만나 친해진 Niddle과 G.A.S.S.는 의기투합하여 한국에서도 힙합 팀으로써 활동하자는 목표를 세우고 한국에 들어왔다. 둘은 클럽 MP의 존재를 알게 되었고, 여기서 활동하기 위해 오디션을 보아 합격하였다. 그러던 중 하드코어 밴드에서 활동하고 있던 T'ache는 밴드의 멤버를 통해 Side-B를 알게 되었고, 이들의 음악을 맘에 들어하며 Side-B의 객원 멤버로써 활동하였다. 그리고 Side-B의 공연이 거듭되면서 T'ache는 점차 Side-B 활동에 치중하게 되었고, 결국 3인조의 라인업이 만들어졌다.
이들은 당시의 철학적이고 어두운 음악 스타일이 언더그라운드에 널리 퍼져있는 데에 비해, 강렬하고 신나는 분위기의 음악을 하였다. 이러한 스타일은 일부로부터는 비판도 받았으나 다수의 매니아를 만들어, Side-B를 Da Crew, 가리온, 주석과 함께 "MP의 4천왕"이라고 부르는 이들도 있었다. 이러한 지지를 토대로 이들은 1999년 9월, 마스터플랜 공연진 중에서는 처음으로 앨범을 발표하였다. 이 앨범은 1500장 한정판이었으며, 품절된 이후 10만원에 가까운 가격으로 거래된 적도 있었다.

### 라인업의 변화
첫 앨범을 발표하고 2000 대한민국 등의 앨범에 참여하는 등 활동을 이어나가던 Side-B는, 2000년 Niddle이 빠지면서 2인조로 탈바꿈하였다. Niddle의 탈퇴 이유는 음악 스타일의 차이였으며, 그는 그룹에서 탈퇴한 후 DJ Tactics라는 이름을 사용하여 음악 활동을 해나갔다. 2001년 마스터플랜이 레이블로 변모하면서 Side-B는 마스터플랜으로부터 독립, T 엔터테인먼트라는 메이저 레이블과 계약을 맺게 되었다. 그들은 이때부터 앨범 작업을 시작하였으며, 2002년 초 쯤에는 Red-Roc을 세 번째 멤버로 영입하여 3인조 라인업으로 잠시 활동하기도 하였다. 3인조의 Side-B의 모습은 Kross의 2집 등에서 볼 수 있다. Red-Roc은 얼마 지나지 않아 그룹에서 탈퇴하였고 Side-B는 다시 2인조로 돌아왔다.

### 컴백과 현재
Side-B는 G.A.S.S.의 믹스테입을 제외하면, 2002년 HipHop Kharisma 앨범과 크로스 2집에 참여한 것을 마지막으로 모습을 거의 보이지 않아 팬들을 애타게 하였다. 그러던 중 주먹이 운다 OST의 타이틀곡 Just Do It의 뮤직비디오가 발표되면서 Side-B는 다시 모습을 드러냈다. 그리고 얼마 지나지 않아 2005년 1집을 내고 활동했으며, 그 다음 해에는 두 번째 앨범을 발표하였다. 현재 이들은 음반 활동을 끝내고 다음 앨범 작업 및 피쳐링 작업을 하고 있으며, 가장 최근 활동으로는 2007년 2월 발매된 랍티미스트 앨범과 2008년 6월 발매된 DJ Juice 앨범의 참여, 그리고 2011년 7월 "힙합 1세대 콘서트"의 무대에도 선 적이 있었으며 그 다음달에 발매된 데프콘 5집에 수록된 단체곡인 "First Classic"에도 참여한 바 있다. 이들은 "1세대 콘서트"에서 앞으로 활발한 활동을 약속하였으나 아쉽게도 이후에도 그들의 활동은 저조하여, 2011년 12월 자우림과 함께 《나는 가수다》 무대를 꾸민 것을 제외하면 거의 그들의 활동을 찾아볼 수 없었다.
2020년 말에 슈어샷 레코즈라는 레이블을 설립하고 10월 2일에 B CLASSIC이라는 싱글을 발매하며 10년만에 컴백하였다.
대표곡: B-Boy Style, Platonic, 再飛, Just Do It, A-OK, Bom-Ba-Ye

## 디스코그래피
- 1999년 9월 In the Place to Be EP
- 2005년 5월 12일 Back to the Game LP
- 2006년 9월 4일 Vale-Tudo LP
- 2020년 10월 2일 B CLASSIC 싱글

## 멤버
- T'ache - (본명: 임희택, 1979년 12월 ~ )
- G.A.S.S. - (본명: 배준, 1976년 12월 ~ )

## 이슈

### "시골길"의 판권 관련 이슈
Side-B 2집 수록곡 시골길 은 T'ache의 아버지 임성훈 씨의 동명의 원곡을 샘플링한 곡으로, 타이틀곡은 아니지만 Bom-Ba-Ye와 함께 뮤직비디오가 제작되었다. 하지만 뮤직비디오에 나오는 임성훈의 과거 활동 모습 장면에 대한 저작권료를 지불하지 않아 방송 심의 보류 판정을 받았다. 임성훈의 과거 활동 장면은 지금은 없어진 동양방송의 방송내용으로 지금은 저작권료가 KBS에 귀속되어 있다. 이에 대해 T'ache는 "없어진 방송국이니까 별 문제가 없으리라고 생각했다"라고 밝혔다. 현재는 KBS와 저작권 협상이 좋게 끝나 방송 가능한 상태이다.

## 개인 활동

### T'ache
T'ache는 강렬하고 독특한 목소리로 솔로 피쳐링을 많이 맡았으며, 2008년 6월에는 DJ Juice의 앨범 수록곡 발자국에 솔로 피쳐링을 하였다. 또 성우로도 활동하였는데, SBS X맨을 찾아라와 MTV 스팟 광고 등에 그의 목소리가 담겼으며, 2009년 1월에는 온게임넷과 카툰네트워크에서 성우로 활동한 적이 있으며, 가장 최근에의 활동은 걸그룹 나인뮤지스의 음반에 작사가로 참여한 것이다.

### G.A.S.S.
G.A.S.S.는 T'ache만큼 솔로 피쳐링이 많지는 않으나, 가장 최근에 DJ Juice 앨범의 The Wall Destroyer에 솔로 피쳐링을 하였다. 또 메인 파트인 랩 외에 DJing을 맡기도 하여 G-Masta 앨범 등에 스크래칭으로 참여하였으며, 2002년 6월 20일에는 믹스테입 Gasstronomix를 발표하기도 하였다.

## 이름
- T'ache는 앞으로 나아가야 할 그 모든 것들의 ache(아픔, 고통)들을 스스로 take(받아들이다)하겠다는 뜻으로 지은 이름이며, 발음은 "테이크"이다.
- G.A.S.S.는 Graffiti Art & Scratch Sound의 약자이다. DJ로써의 활동 경력 때문에 DJ G.A.S.S.라고도 때로 표기가 되지만, 자신의 메인 파트는 랩이기 때문에 본인은 이런 표기를 좋아하지 않는다고 하였다.